# Arco (Minnesota)
Arco es una ciudad ubicada en el condado de Lincoln en el estado estadounidense de Minnesota. En el Censo de 2010 tenía una población de 75 habitantes y una densidad poblacional de 37,85 personas por km².

## Geografía
Arco se encuentra ubicada en las coordenadas 44°22′49″N 96°10′50″O / 44.38028, -96.18056. Según la Oficina del Censo de los Estados Unidos, Arco tiene una superficie total de 1.98 km², de la cual 1.66 km² corresponden a tierra firme y (16.34%) 0.32 km² es agua.

## Demografía
Según el censo de 2010, había 75 personas residiendo en Arco. La densidad de población era de 37,85 hab./km². De los 75 habitantes, Arco estaba compuesto por el 92% blancos, el 0% eran afroamericanos, el 0% eran amerindios, el 0% eran asiáticos, el 0% eran isleños del Pacífico, el 8% eran de otras razas y el 0% pertenecían a dos o más razas. Del total de la población el 0% eran hispanos o latinos de cualquier raza.